# Schöllnach
Schöllnach je městys (Markt) v německé spolkové zemi Bavorsko, v zemském okrese Deggendorf ve vládním obvodu Dolní Bavorsko. V roce 2022 zde žilo 4 928 obyvatel.

## Historie

### Založení obce
Obec byla poprvé zmíněna v roce 865 v dokumentu od kláštera Niederaltaich. Král Ludvík II. Němec potvrdil klášteru vlastnictví Scellinaha. Název pravděpodobně vznikl spojením starého hornoněmeckého slova „scellan“ (zvonit, šumět) a „aha“ (voda, potok). V 12. století se nazývala Schelnahe, v 13. století Schellenach, na začátku 14. století Schellnachkirchen, později Schellnach a nakonec Schöllnach.
Od roku 1306 přešla pod bavorské vévody jako rytířský majetek, pravděpodobně se stala Hofmarkem kolem roku 1311. Držiteli byli Puchbergerové, Rüdové od roku 1375, poté Kafringerové od roku 1429, Frauenbergerové a od roku 1445 Reutornové. Pod jejich vedením mezi lety 1445 a 1662 docházelo k osidlování řemeslníky a dělníky. Johannes Aventinus zakreslil Schöllnach na první bavorskou mapu v roce 1523. Farnost Schöllnach byla založena v roce 1635. V roce 1647 byl hrad zničen a vypleněn Janem z Werthu. Mezi lety 1647 a 1649 zemřelo 369 lidí kvůli válce a moru.
Od roku 1719 do 1774 měli vládu nad Schöllnachem Svobodní páni z Viereggu. Během té doby Schöllnach získal při zničení sídla Klebstein u Schönbergu v roce 1739 více než 50 statků. V roce 1742 byla farnost Schöllnach vypleněna Pandury. Nakonec Svobodní páni z Pfetten založili s Birketem (1790) a Lehenreutem (1793) „kolonie“. V roce 1808 měla Herrschaft Schöllnach 155 poddaných. Většina půdy patřila k hradní pokladně.
S obecním ediktem z roku 1818 vznikla politická obec Schöllnach.

### 19. a 20. století
Teprve s koncem rytířského lenního práva v roce 1833 došlo k významným změnám v vlastnictví. Obyvatelé panství a přilehlých osad měli teď příležitost zvětšit svůj majetek a dosáhnout ekonomické stability.
Dne 31. července 1914 se v hostinci Zur Post konala slavnostní otevírka nové železniční tratě Hengersberg–Eging. Schöllnach získal svůj vlastní nádražní komplex na nové trati směřující do Deggendorfu. Radostné oslavy však překazila telegrafická zpráva o všeobecné mobilizaci.
V roce 1954 byl postaven nový farní kostel a v roce 1958 vznikla moderní školní budova. V roce 1966 byla vesnice povýšena na trh v souladu s bavorským obecním právem. V letech 1970 až 1972 byly zřízeny nové školy, včetně reálné, hlavní a podpůrné školy.
Již od roku 1960 se Schöllnach zařadilo mezi turistická místa. V roce 1977 obdrželo státní uznání jako místo odpočinku, tzv. Erholungsort.

### Sloučení obcí
V rámci územní reformy v Bavorsku došlo ke sloučení části původní obce Schwanenkirchen k 1. dubnu 1971. Dále k 1. lednu 1972 byly začleněny obce Taiding a Riggerding (která do 23. září 1938 nesla název Bradlberg).

## Okolní obce

Poloha obce na mapě okresu Deggendorf

- Grattersdorf (S)
- Zenting (V)
- Außernzell (J)
- Iggensbach (J)
- Hengersberg (Z)
- Riggerding